# Proasellus nolli
Proasellus nolli is een pissebed uit de familie Asellidae. De wetenschappelijke naam van de soort is voor het eerst geldig gepubliceerd in 1952 door Stanko Karaman.